# Триалюминийникель
Триалюминийникель — бинарное неорганическое соединение
никеля и алюминия
с формулой Al3Ni,
кристаллы.

## Получение
- Сплавление стехиометрических количеств чистых веществ:

{\displaystyle {\mathsf {Ni+3Al\ {\xrightarrow {854^{o}C}}\ Al_{3}Ni}}}

## Физические свойства
Триалюминийникель образует кристаллы
ромбической сингонии,
пространственная группа P nma,
параметры ячейки a = 0,65982 нм, b = 0,73515 нм, c = 0,48021 нм, Z = 4 .
Соединение образуется по перитектической реакции при температуре 854°С.

## Химические свойства
- Разлагается при нагревании :

{\displaystyle {\mathsf {2Al_{3}Ni\ {\xrightarrow {>854^{o}C}}\ 3Al+Al_{3}Ni_{2}}}}

## Применение
- Входит в состав сверхпластичных сплавов [5].